# Elezioni europee del 1994 nei Paesi Bassi
Le elezioni europee del 1994 nei Paesi Bassi si sono tenute il 13 giugno.

## Risultati
| Liste  | Liste                                           | Gruppo | Voti      | %     | Seggi |
| ------ | ----------------------------------------------- | ------ | --------- | ----- | ----- |
|        | Appello Cristiano Democratico                   | PPE    | 1.271.855 | 30,77 | 10    |
|        | Partito del Lavoro                              | PSE    | 945.869   | 22,88 | 8     |
|        | Partito Popolare per la Libertà e la Democrazia | ELDR   | 740.443   | 17,91 | 6     |
|        | Democratici 66                                  | ELDR   | 481.843   | 11,66 | 4     |
|        | SGP - GPV - RPF                                 | EN     | 322.793   | 7,81  | 2     |
|        | Sinistra Verde                                  | GV     | 154.547   | 3,74  | 1     |
|        | I Verdi                                         | -      | 97.206    | 2,35  | -     |
|        | Partito Socialista                              | -      | 55.311    | 1,34  | -     |
|        | Democratici di Centro                           | -      | 43.299    | 1,05  | -     |
|        | Un Futuro Migliore                              | -      | 11.547    | 0,28  | -     |
|        | Lista dei Verdi                                 | -      | 8.844     | 0,21  | -     |
| Totale | Totale                                          | Totale | 4.133.557 |       | 31    |